# Billie's Bounce

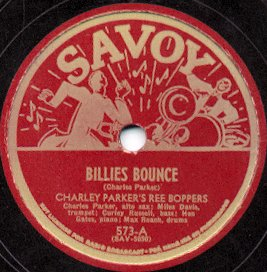
Savoy Records, sello de un disco de gramófono de 78 rpm de Charlie Parker, década de 1940.

«Billie's Bounce» también conocida como «Bill's Bounce», es una canción de jazzz de doce compases en Fa, por Charlie Parker. Considerado un estándar de jazz, fue compuesto en 1945, y está dedicado a la secretaria del representante de Dizzy Gillespie, Billy Shaw (a quien Gillespie dedicaría su estándar «Shaw 'Nuff»). La grabación original de Charlie Parker and His Re-Boppers, en Atlantic, fue incorporada al Grammy Hall of Fame en 2002.
Originalmente un instrumental, más tarde tanto Eddie Jefferson como Jon Hendricks añadieron letra.

## Personal
La grabación original se realizó con la siguiente formación:
- Charlie Parker – saxo alto
- Miles Davis – trompeta
- Dizzy Gillespie – piano
- Curley Russell – contrabajo
- Max Roach – batería

## Versiones
- Ben Webster con el Modern Jazz Quartet – 1953: An Exceptional Encounter (1953)
- Shelly Manne – The Three and the Two (1954)
- Stan Getz y J. J. Johnson – Stan Getz and J.J. Johnson at the Opera House (1957)
- James Moody - Moody's Mood For Love  (1957)
- Wes Montgomery – Fingerpickin (1957)
- Bud Powell – Bud Plays Bird (1958)
- Red Garland –
- Betty Roche – Singin' and Swingin' (1960)
- Albert Ayler – My Name is Albert Ayler (1963)
- Don Byas – Anthropology (1963)
- George Benson – Giblet Gravy (1968)
- Ella Fitzgerald – Montreux '77 (1977)
- Johnny Griffin – Birds and Ballads (1978)
- Robert Wyatt – Radio Experiment Rome, February 1981 (1981/2009)
- Milcho Leviev y Dave Holland – Up & Down (1987)
- Oscar Peterson – Encore at the Blue Note (1990)
- Dizzy Gillespie – To Bird With Love (1992)
- David Murray – Saxmen (1993)
- Keith Jarrett – Tokyo '96 (1996)